# Bobby McFerrin (album)
Bobby McFerrin je první album Bobbyho McFerrina.
Většina skladeb vznikla s přispěním dalších umělců, jako je bubeník H.B. Bennett (All Feets Can Dance), zpěvačka Phoebe Snow (You've Really Got a Hold on Me) anebo klavírista Victor Feldman, který se podílel na několika písních. Album obsahuje jedinou sólovou skladbu, Hallucinations, ve které se naplno projevil Bobbyho charakteristický styl, vyznačující se experimentováním s různými polohami a možnostmi lidského hlasu.

## Seznam skladeb
1. Dance with Me – 4:08
2. Feline – 5:08
3. You've Really Got a Hold on Me – 3:53
4. Moondance – 5:20
5. All Feets Can Dance – 2:15
6. Sightless Bird – 6:27
7. Peace – 4:38
8. Jubilee – 4:49
9. Hallucinations – 2:21
10. Chicken – 3:15